# New York Guard
Die New York Guard (auch: The New York State Military Reserve) ist die Staatsgarde des US-Bundesstaates New York. Mit Stand Juni 2008 wird die New York Guard als anerkannte Einheit (recognized command) unter dem Militärgesetz (New York State’s Military law) durch Einzelpostenfinanzierung (line-item funding) im Staatsbudget versorgt.
Früher war die Garde aufgeteilt in „Army Division“ und „Air Division“; heute hat die Garde eine vereinigte Kommandostruktur. Zu den Aufgaben der Garde gehören Ergänzung, Unterstützung und Mithilfe bei Aufträgen der New York Army National Guard und der New York Air National Guard, sowie Hilfsdienste für die Zivilbehörden im Staat New York. New York unterhält zudem die New York Naval Militia, welche zusammen mit der „State Guard“ und der Army und der Air National Guard, dem Kommando des Gouverneurs von New York, dem Adjutant General of New York und der Division of Military and Naval Affairs (DMNA) untersteht.
Die New York Guard ist eine der größten und best-organisierten Staatsgarden in den Vereinigten Staaten. Ihre historischen Wurzeln hat sie in staatlichen Militäreinheiten, die bereits im Unabhängigkeitskrieg und im Bürgerkrieg entstanden und im Verlauf der Geschichte im Gefolge verschiedener Krisen immer wieder umstrukturiert worden sind.
Die Garde untersteht dem Militärrecht des Staates New York und darf daher nicht für Bundesaufgaben und ohne Erlaubnis durch den Gouverneur auch nicht außerhalb der Staatsgrenzen eingesetzt werden.
Die Mitglieder der New York Guard sind in vieler Hinsicht privilegiert und werden in verschiedenen Bereichen gleich behandelt wie die anderen Mitglieder der Organized Militia of the State of New York (Militär des Staates New York: New York Army Guard, Air National Guard, New York Naval Militia und New York Guard). Unter anderem erhalten sie military leave (Freistellungen für militärische Einsätze).

## Geschichte

### Bürgerkriegszeit

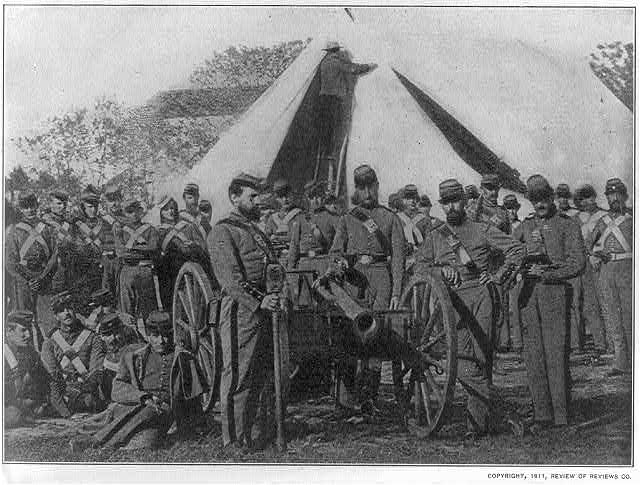
Das Siebte New Yorker Regiment in Washington, DC, 1861

Viele Einheiten der New York State Militia nahmen bereits am Amerikanischen Bürgerkrieg teil, nachdem der Präsident Abraham Lincoln sie dazu aktiviert hatte.
Diese Aktivierung der State Militia führte zu gewissen Konflikten mit den Kommandanten der Behörden von New York:

„Mit dem Beginn des Bürgerkriegs im April 1861 stand das 14. Regiment in seinem ersten Dienst im Krieg mit der Verteidigung des Brooklyn Navy Yard. Mitte April desselben Jahres waren die „Brooklyn Chasseurs“ bereit, New York in Richtung auf Washington D.C. zu verlassen. Colonel Alfred M. Wood verständigte den ehrenwerten Gouverneur Morgan, dass das Regiment bereit sei zu marschieren und eine dreijährige Verpflichtung für den Staatenbund angenommen habe. Der Gouverneur wollte jedoch keinen Marschbefehl zum Verlassen New Yorks ausstellen. Als sie bei Fort Greene Park in Brooklyn kampierten, begaben sich Col. Wood und der Congressman Moses O'Dell zu Präsident Lincoln um den Marschbefehl nach Washington zu erhalten. Präsident Lincoln verlor keine Zeit und erließ den Marschbefehl für die 14. Brooklyner. Als Gouverneur Morgan erfuhr, dass sich das Regiment zum Abmarsch bereit machte, telegraphierte er an Col. Wood und erfragte „mit welcher Autorisierung“ er sein Regiment bewege, woraufhin Col. Wood kühl antwortete: „Mit der Autorisierung durch den Präsidenten der Vereinigten Staaten.““

Nach dem Sezessionskrieg wurde der Versuch gemacht, die diversen militärischen Einheiten in New York unter ein gemeinsames Kommando zu stellen. Aus diesem Grund wurde die 53rd Troop Command (3rd Brigade, New York State Militia) am 5. August 1886 gegründet.

### Weltkriegszeit
Die spätere Einheit der „104th Field Artillery“ erlebte verschiedene Veränderungen der Organisation. Sie diente kurzzeitig unter Aufsicht des Bundes, ab dem 5. November 1916, als Grenzkontrolle zu Mexiko und wurde bereits am 15. November 1916 wieder dem Staat unterstellt. Dann im Ersten Weltkrieg, am 5. August 1917, wurde sie als 104th Field Artillery benannt und zum Dienst nach Frankreich geschickt.
Am 3. August 1917 stellte der Adjutant General von New York die New York Guard erneut als staatliche Militäreinheit auf, um die Erfordernisse der Staatsverfassung (State Constitution) zu erfüllen, in der festgeschrieben ist, dass dem Gouverneur Truppen zur Verfügung gestellt werden sollten, um den Schutz von Leben und Besitz der Bürger von New York zu sichern. Die neue Truppe ersetzte die bisherige New York National Guard, die zwei Tage später in den Dienst der Vereinigten Staaten übernommen wurde. Die neue Truppe bestand aus dem First und Second Provisional Regiment (Erstes und Zweites Hilfsregiment) und hatte die Aufgabe, Aquädukte und andere Infrastruktur im südlichen Teil (First Provisional Regiment) und in den restlichen Gebieten des Staates zu schützen.
Am 1. Januar 1919 hatte die Guard 22.000 Mitglieder. Nach dem Waffenstillstand 1918 wurden die Einheiten der New York National Guard, die den Vereinigten Staaten unterstellt worden waren, wieder unter die Kontrolle des Staates zurücküberstellt.

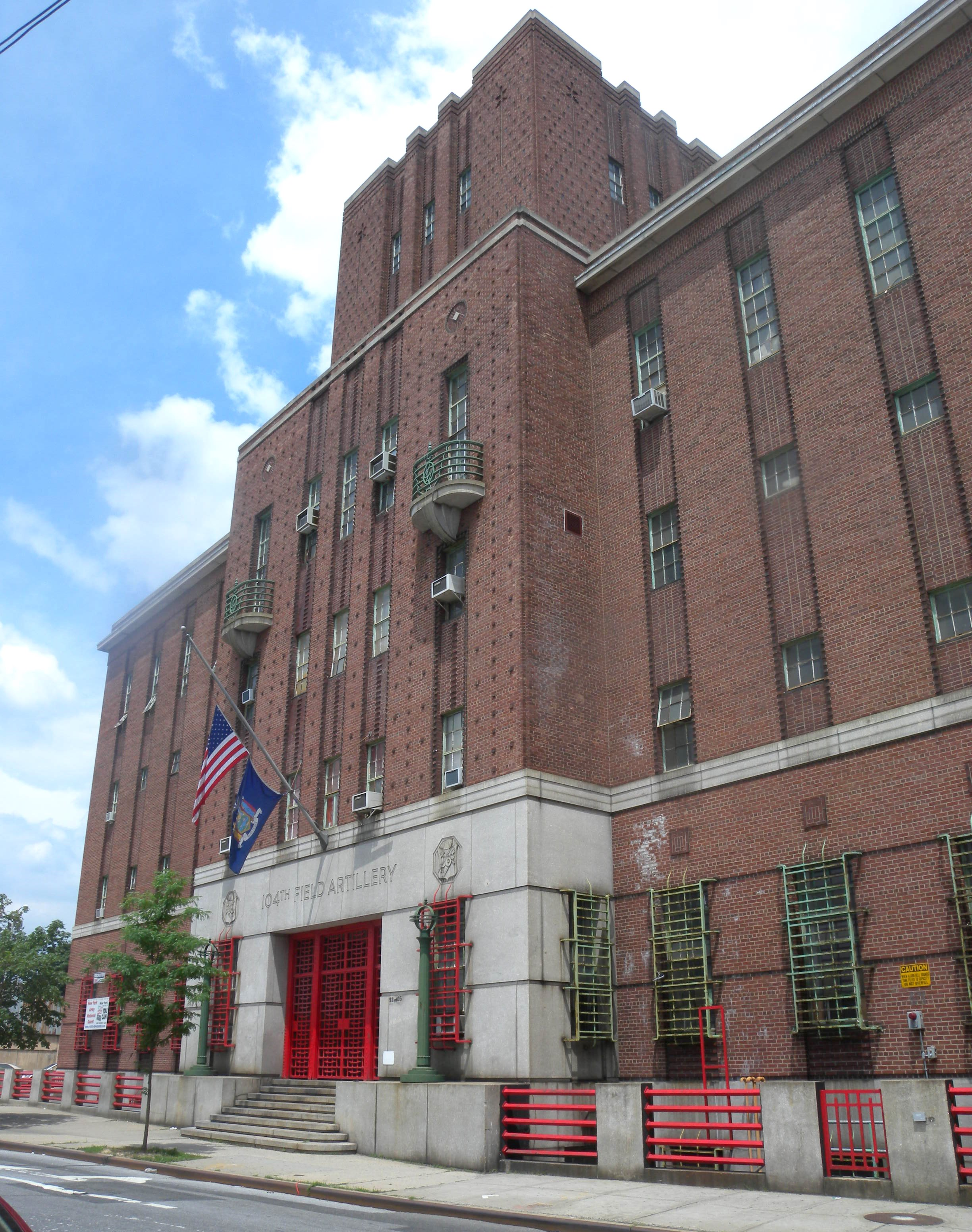
104th Field Artillery Armory

Nach dem Ersten Weltkrieg wurde die Einheit demobilisiert, aber bald darauf in der New York National Guard reaktiviert, bis sie 1959 als 104th Field Artillery Regiment reorganisiert wurde.
Mit dem Eintritt der USA in den Zweiten Weltkrieg wurde die New York National Guard erneut dem Bund unterstellt.

### Nachkriegszeit
In den frühen 1990ern wurde sie erneut reorganisiert, in die Jamaica-Queens-Armory-Kaserne verlegt und in „2nd Battalion, 104th Regiment“ umbenannt.

### Gegenwart
In den Erschütterungen nach dem 11. September 2001 bot die New York Guard Sicherheit, Katastrophenhilfe, rechtliche und Kommunikations-Dienstleistungen, sowie andere Dienstleistungen für New York City und die umliegenden Gebiete in Zusammenarbeit mit der National Guard. Major General John F. Bahrenburg war zu dieser Zeit Kommandant der New York Guard (Amtszeit: 1999–2002).
In der Zeit nach den Anschlägen erlebte die New York Guard ein Wiederaufleben. Es wurden Einheiten aktiviert, um verschiedene Aufgaben zu übernehmen, unter anderem die logistische Unterstützung für die Einsatzkräfte an Ground Zero. Die medizinischen Einheiten arbeiteten gemeinsam mit anderen Versorgern an verschiedenen Standorten, wie unter anderem in Camp Smith, Westchester County.
Einzelne Einheiten wurden für Spezialeinsätze mobilisiert, beispielsweise im Sommer 2006 für die Suche nach einem vermissten Camper im Adirondack Park oder zur Katastrophenhilfe während des Hurrikans Irene 2011.
2012 erfolgte dann der größte Einsatz seit dem 11. September 2001. Jede Brigade wurde wenigstens teilweise aktiviert zur Bereitschaft während des 'Superstorm' Sandy. Dabei dienten die Mitglieder der New York Guard gleichberechtigt neben den Mitgliedern der Army National Guard, Air National Guard und New York Naval Militia und stellten bis zu einem Drittel aller Truppen im Einsatz während der zweimonatigen Mobilmachung.

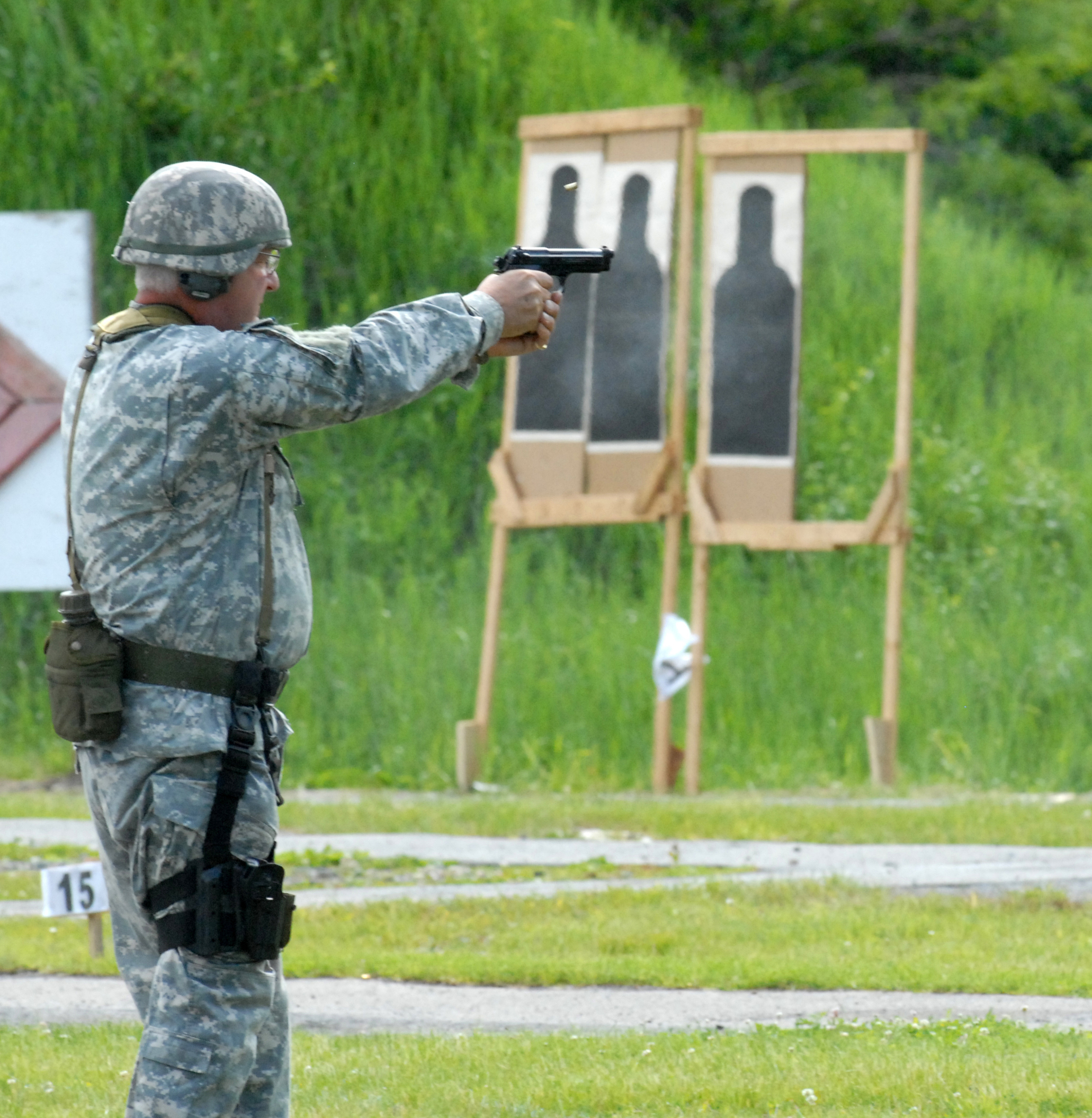
Staff Sgt. Joseph Dee bei einer Schieß-Vorführung (M9 pistol) beim 35. „The Adjutant General Match (TAG)“

Das Hauptquartier der New York Guard befindet sich in Camp Smith, Cortlandt Manor, New York, einem New York State Military Reservation in der Nachbarschaft von Peekskill, New York, ca. 35 mi (50 km) nördlich von New York City.

## Spezialgebiete

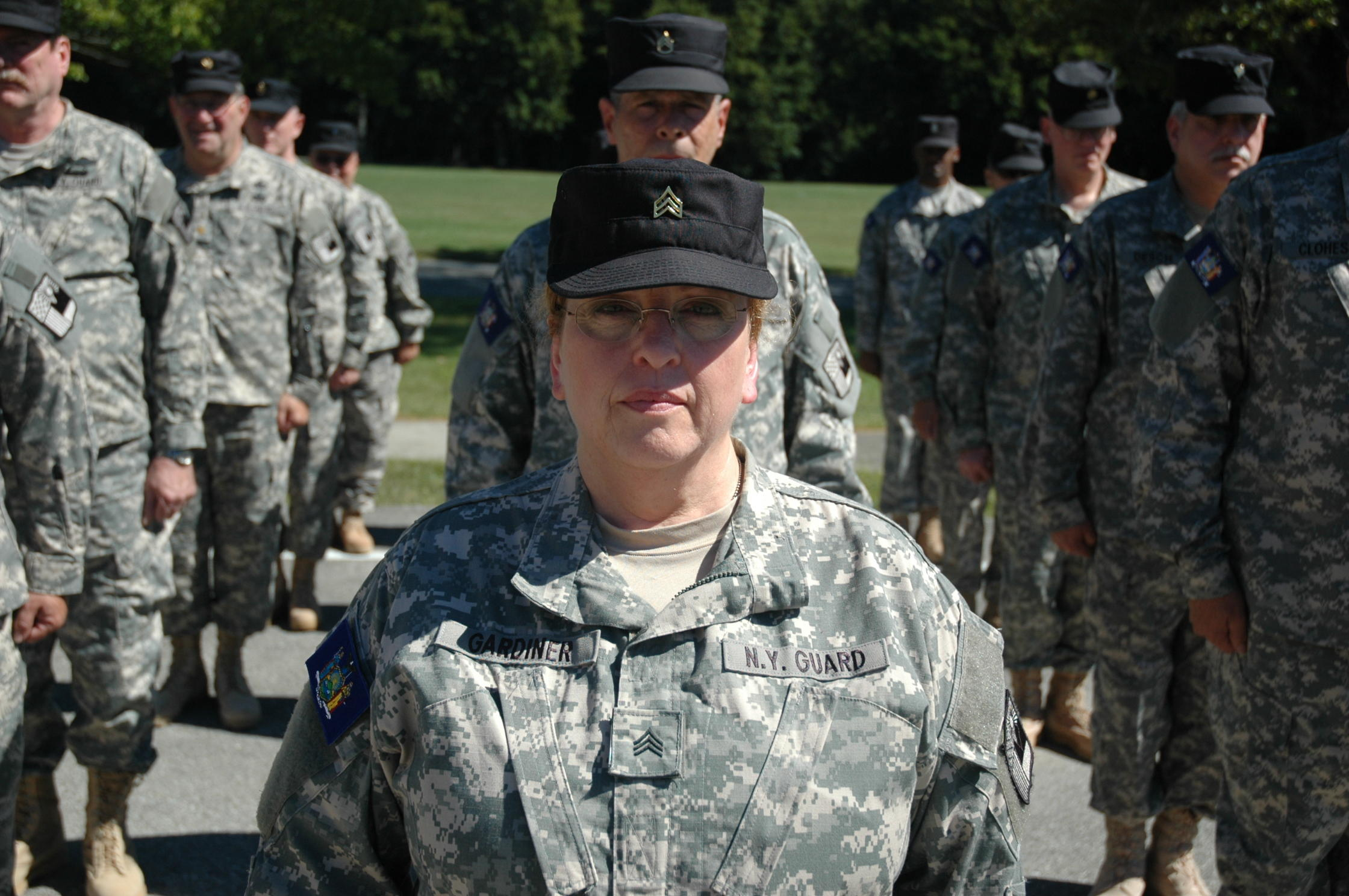
Jährliches Manöver in Camp Smith

Hauptaufgabenbereiche in der New York Guard sind Kommunikation, Bauwesen, medizinische und rechtliche Dienstleistungen, die auch für alle anderen Truppenteile der New York State Military Forces und für Behörden bereitgestellt werden.
Ausgebildete und qualifizierte Soldaten der New York Guard unterstützen die National Guard in Aufträgen zur Dekontamination von Massenvernichtungswaffen (weapons of mass destruction [WMD] decontamination) – auch in gemeinsamen Einsätzen –, wie während der Republican National Convention 2004 in New York City, und durch das Military Emergency Radio Network (MERN).
Außerdem bieten die Mitarbeiter der New York State Guard Training für die New York Army und die Air National Guards im Camp Smith Training Center an.
Die 244th Medical Clinic arbeitet mit der NY Army National Guard Medical Command (MEDCOM) zusammen.
Außerdem unterhält die New York Guard eine eigene Band.

### Training
Alle Rekruten müssen zunächst ein Initial Entry Training (IET) absolvieren. Nach einem einwöchigen Aufenthalt in Camp Smith werden sie zu ihren angemessenen Weiterbildungen abkommandiert.
Ausbildungen

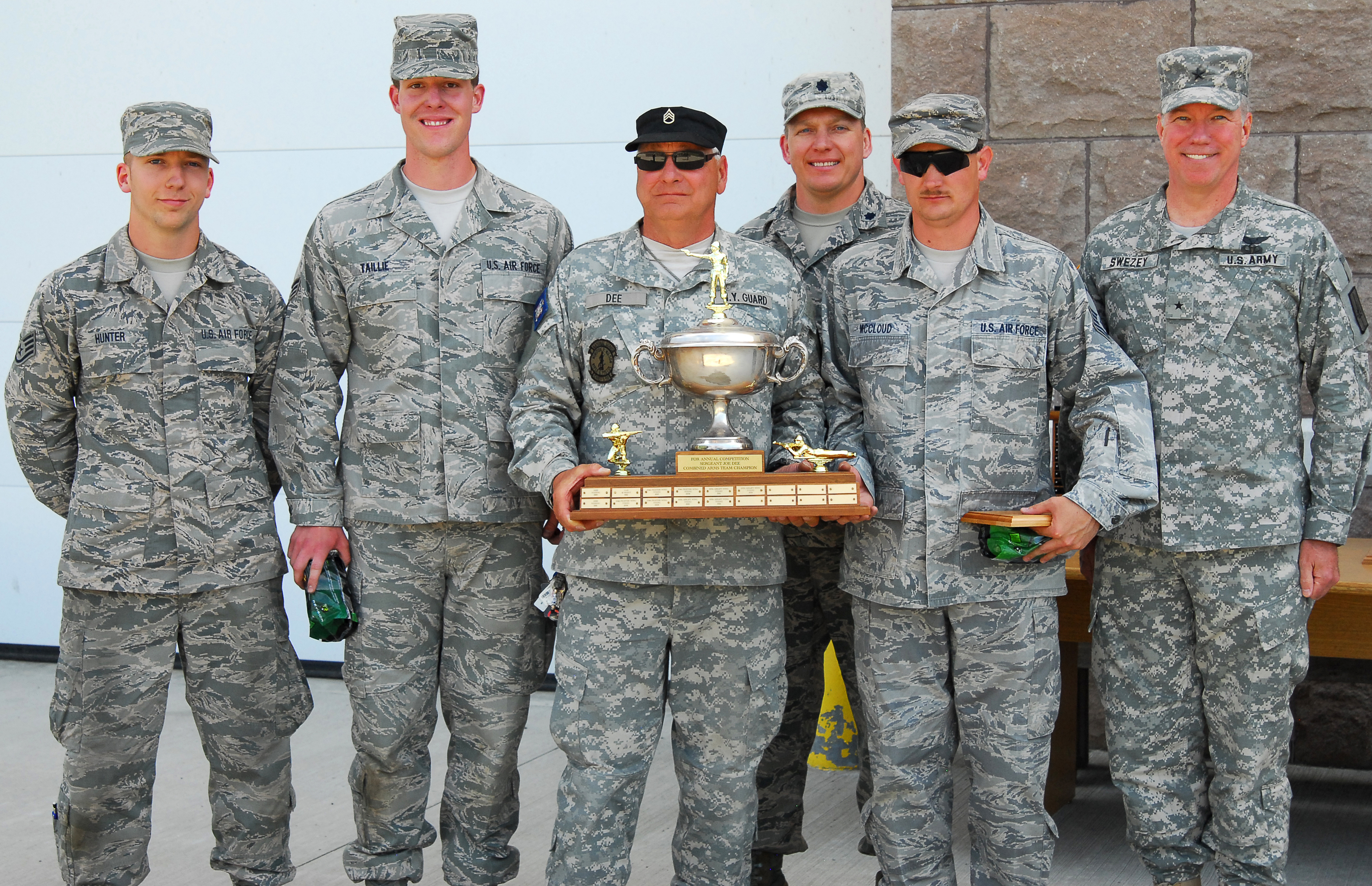
Joe Dee mit seinem Team präsentiert den "Sergeant Joe Dee Combined Arms Team Champion"-Award.

Die New York Guard bietet folgende Schulungen an: Initial Entry Training, Basic and Advanced Search and Rescue (Suchen und Bergen), Basic and Advanced Communications (Kommunikation), Basic Non-Commissioned Officer Course (BNCOC, Unteroffiziersausbildung), Advanced Non-Commissioned Officer Course (ANCOC), Community Emergency Response Team (CERT) (Katastrophenhilfe-Ausbildung (zusammen mit der FEMA/Ministerium für Innere Sicherheit der Vereinigten Staaten (Department of Homeland Security, DHS))), Officer Candidate School (OCS) und Basic Officer Course, Company Grade and Field Grade Officer Courses.
Fortbildung
Nach der Ausbildung bei der New York Guard besteht die Möglichkeit, weitere Fortbildungen bei der Federal Emergency Management Agency (FEMA), beim Department of Homeland Security (DHS) und anderen State Agencies zu belegen.

## Verwaltungsgliederung

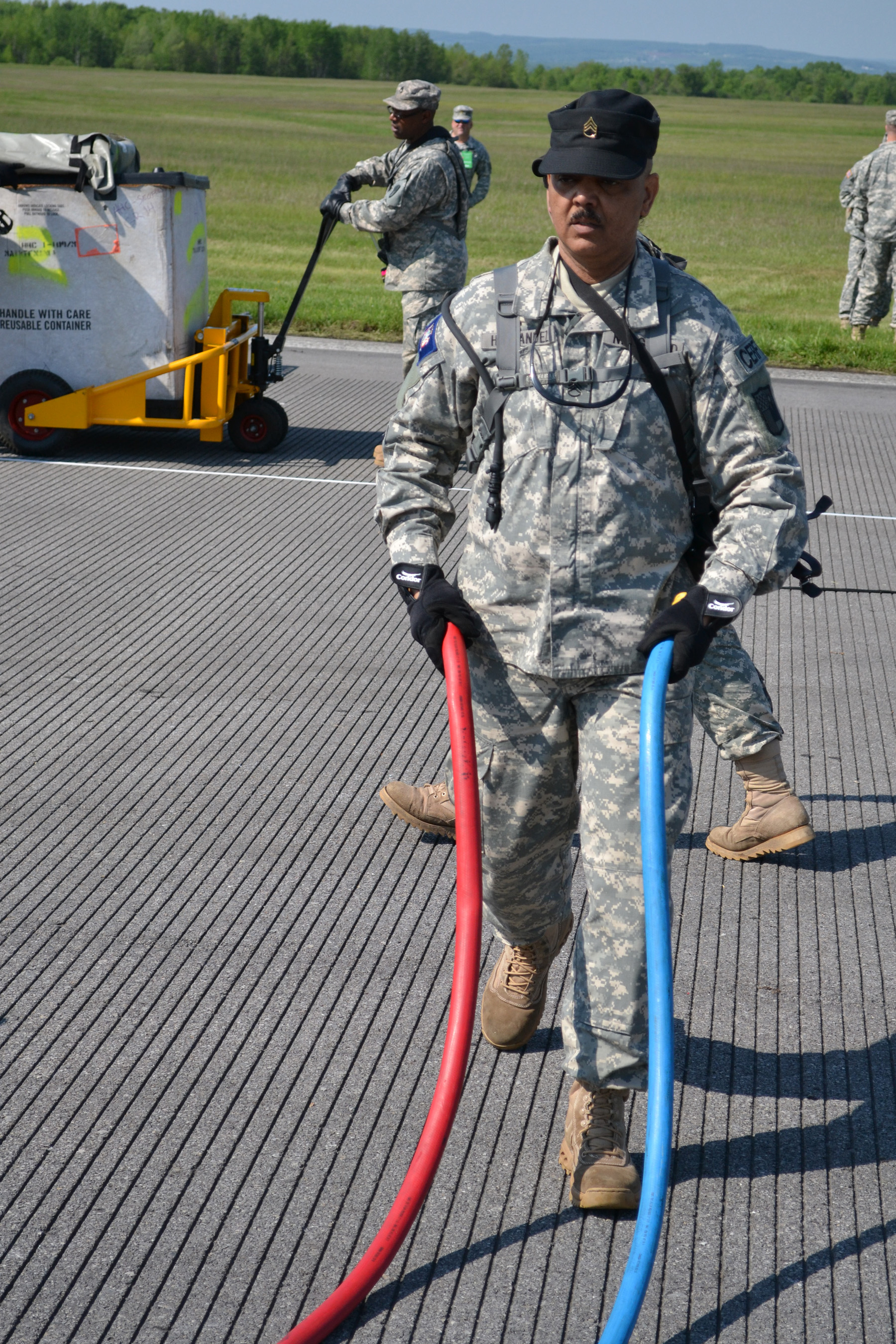
Eine Gefahrgutübung (hazardous materials response exercise) in Oriskany

Die Haupt-Kommandanturen der New York Guard sind:
- Headquarters (Hauptquartier (HQ)), Camp Smith, NY;
- 10th Brigade, W-/N-New York, Hauptquartier in Troy, New York;
- 56th Brigade, Lower Hudson Valley, Hauptquartier in Peekskill, New York;
- 88th Brigade, New York City, Hauptquartier in Upper Manhattan;
- 12th Regional Training Institute, Hauptquartier in Camp Smith;
- 244th Medical Clinic, Hauptquartier in Camp Smith;
- 89th Army Band New York Guard;

## Besoldung
Zusätzlich zum Sold gewähren Staat, Kommunen sowie staatliche und private Organisationen Vergünstigungen für die Soldaten der NY Guard. Unter anderem:
- Active Military Pay, während der Einsätze.
- Rabatte in vielen Läden und Einrichtungen.
- Freie New York State Hunting and Fishing License.
- Arbeitsschutz (Job Protections) während der Einsätze
- Paid Military Leave (für staatliche und kommunale Angestellte)
- New York State Guard License Plate Eligibility (Erlaubnis eines Nummernschilds der NYG)
- Travel Allowances (Reisekosten) während des Dienstes
- Freie Empire Passports für die State Parks in New York
- Mautbefreiung (Waiver of Toll Road Fees)
- Schutz- und Privilegien-Bestimmungen nach dem New York State Patriot’s Plan.[11]

## Auszeichnungen
New York Guard-Mitglieder können für Auszeichnungen vorgeschlagen werden. Es gibt folgende New York Guard Awards:
- NYG Meritorious Service Medal
- NYG Commendation Medal
- NYG Commander’s Citation
- NYG Achievement Medal
- NYG Good Conduct Medal
- NYG Operations Support Medal
- NYG Service Ribbon
- NYG Distinguished Graduate Ribbon
- NYG First Provisional Regiment Medal

## Persönlichkeiten

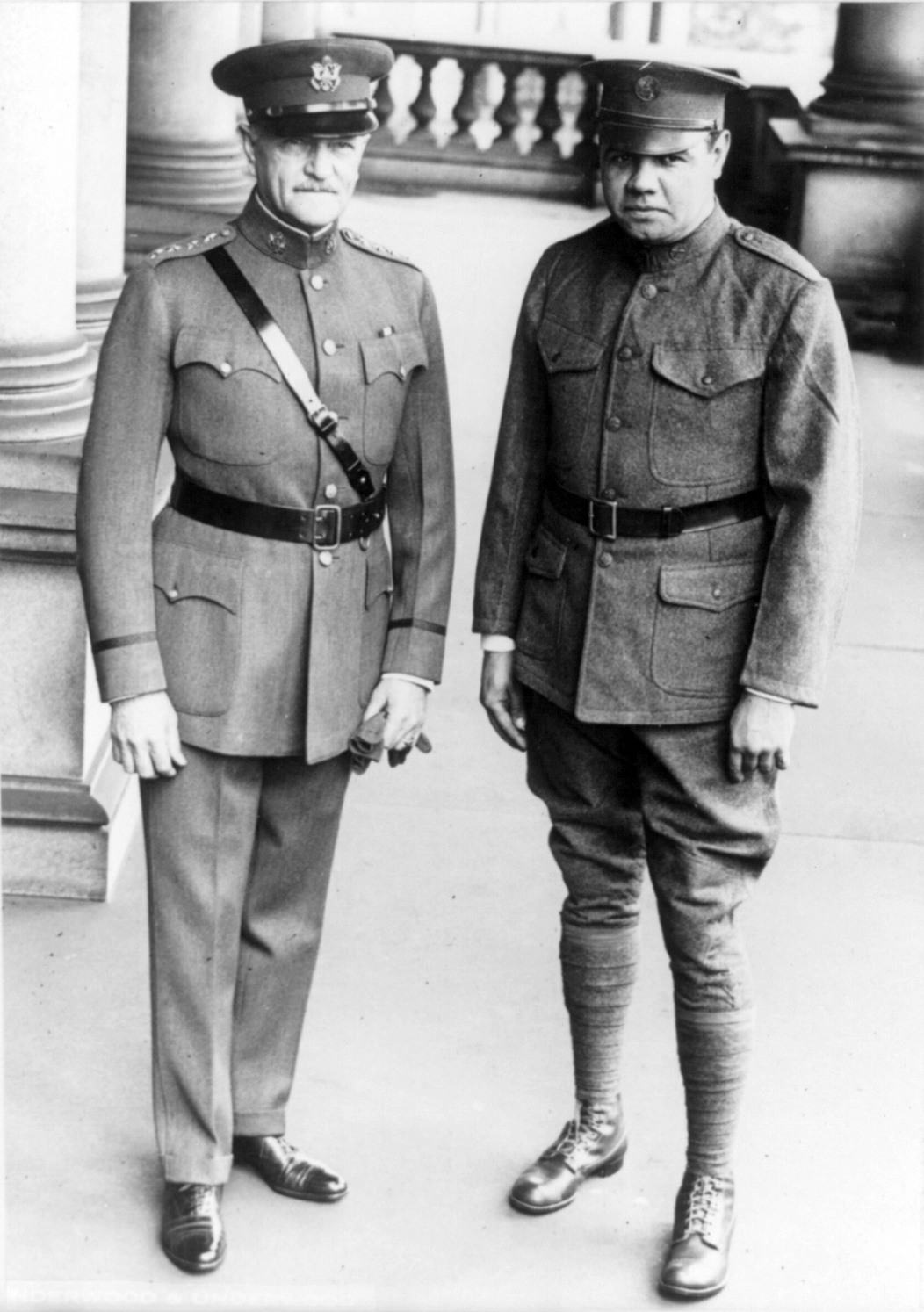
General Pershing und Private Ruth in Washington, 1924

Am 21. Mai 1924 trat der berühmte Baseballspieler Babe Ruth in die New York National Guard ein und wurde in die 104. Einheit aufgenommen, die heute als New York State Guard 2nd 104th In Jamaica Queens Armory bekannt ist.
Ruth wurde von Colonel James Austin an der Sicherheitsinsel (Isle of Safety) des Times Square vor einem Militärzelt vereidigt. Als er den Aufnahmeantrag ausgefüllt hatte, legte er ihn symbolisch in das offene Kanonenrohr einer Pferde-gezogenen French 75-millimeter-Kanone. Dann wurde er sofort dem Kommando von First Sergeant Adrian Jacques unterstellt. Laut einem Artikel der Washington Post vom 29. Mai wurde er auch General John Joseph Pershing im State, War and Navy Building in Washington vorgeführt. Auch während seiner Militärzeit spielte er Baseball.
1942 trat auch der Boxer Jack Dempsey, ein ehemaliger Schwergewichts-Champion, in die New York Guard ein.

### Einheiten
- New York Guard Recruiting site: Resources and forms for applying to the New York Guard.